# هينينج سفينسون
هينينج سفينسون (بالسويدية: Henning Svensson)‏ (و. 1891 – 1979 م) هو لاعب كرة قدم، ومدرب كرة قدم، من السويد، ولد في السويد، شارك في الألعاب الأولمبية الصيفية 1912، يلعب كمُدَافِع، توفي عن عمر يناهز 88 عاماً.

## روابط خارجية
- هينينج سفينسون على موقع اتحاد السويد (السويدية)
- هينينج سفينسون على موقع قاعدة بيانات كرة القدم.إي يو (الإنجليزية)
- هينينج سفينسون على موقع ناشيونال فوتبول تيمز (الإنجليزية)
- هينينج سفينسون على موقع عالم كرة القدم.نت (الإنجليزية)
- هينينج سفينسون على موقع أوليمبيديا (الإنجليزية)